# Lü Zushan
Lü Zushan (chinesisch 呂祖善 / 吕祖善, Pinyin Lǚ Zǔshàn; * 1946 in Hangzhou, Provinz Zhejiang) ist ein Politiker in der Volksrepublik China. 
Er war von 2003 bis 2011 Gouverneur der Provinz Zhejiang. Seit 2011 ist er stellvertretender Vorsitzender des Ausschusses für Finanzen und Wirtschaft des Nationalen Volkskongresses.
Außerdem ist er Mitglied des 17. Zentralkomitees der KPCh.